# MAD2

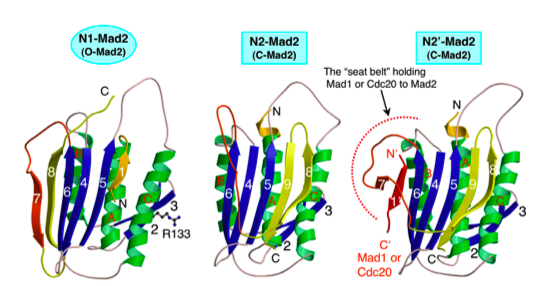
ruttura tridimensionale della proteina MAD2

La MAD2 è una proteina ancillare dei microtubuli, specificamente della tubulina. Ha il compito di aiutare la tubulina a svolgere i suoi compiti.
Durante la mitosi/meiosi, questa proteina viene rilasciata al livello del cinetocore solo quando la tensione esercitata dai centrosomi è uguale da entrambe le parti, e funge da segnale per passare dalla metafase in anafase. Ciò serve per ridurre gli errori di allineamento dei cromosomi.